# Episodi di Detective Conan (sesta stagione)
Questa è una lista degli episodi della sesta stagione della serie anime Detective Conan.

## Lista episodi
| Nº Ja | Nº It | Titolo italiano Giapponese 「Kanji」 - Rōmaji - Traduzione letterale | In onda           | In onda          |
| Nº Ja | Nº It | Titolo italiano Giapponese 「Kanji」 - Rōmaji - Traduzione letterale | Giapponese        | Italiano         |
| 135   | 145   | Il caso dell'arma del delitto mancante 「消えた凶器捜索事件」 - Kieta kyōki sōsaku jiken – "Il caso della ricerca dell'arma scomparsa" | 15 febbraio 1999  | 30 gennaio 2004  |
| 135   | 145   | La parrucchiera di Ayumi viene trovata morta in casa sua, ma sulla scena del crimine manca l'arma del delitto. |                   |                  |
| 136   | 146   | Il vecchio castello blu - prima parte - 「青の古城探索事件（前編）」 - Ao no kojō tansaku jiken (zenpen) – "Il caso dell'esplorazione del vecchio castello blu (prima parte)" | 22 febbraio 1999  | 2 febbraio 2004  |
| 136   | 146   | Conan, Agasa, Ai e i Giovani Detective vanno in campeggio, ma dimenticano la tenda a casa. Sono così costretti a chiedere ospitalità in un maniero lì vicino, all'interno del quale sembra sia stato nascosto un tesoro di inestimabile valore. |                   |                  |
| 137   | 147   | Il vecchio castello blu - seconda parte - 「青の古城探索事件（後編）」 - Ao no kojō tansaku jiken (kōhen) – "Il caso dell'esplorazione del vecchio castello blu (seconda parte)" | 1º marzo 1999     | 4 febbraio 2004  |
| 137   | 147   | Conan e Agasa spariscono misteriosamente e così i Giovani Detective, capitanati da Ai, devono ritrovarli. |                   |                  |
| 138   | 148   | L'ultimo spettacolo - prima parte - 「最後の上映殺人事件（前編）」 - Saigo no jōei satsujin jiken (zenpen) – "Il caso dell'omicidio all'ultimo spettacolo (prima parte)" | 8 marzo 1999      | 6 febbraio 2004  |
| 138   | 148   | Agasa regala ai Giovani Detective dei biglietti per l'ultimo spettacolo che un vecchio cinema trasmette prima di chiudere. Durante la proiezione del film, però, un uomo viene trovato impiccato. |                   |                  |
| 139   | 149   | L'ultimo spettacolo - seconda parte - 「最後の上映殺人事件（後編）」 - Saigo no jōei satsujin jiken (kōhen) – "Il caso dell'omicidio all'ultimo spettacolo (seconda parte)" | 15 marzo 1999     | 9 febbraio 2004  |
| 139   | 149   | Agasa raggiunge i piccoli così Conan può contare sul suo aiuto per rivelare l'identità del colpevole a Megure. |                   |                  |
| 140   | 150   | SOS, Ayumi è in pericolo! 「SOS！歩美からのメッセージ」 - Esu ō esu! Ayumi kara no messēji – "SOS! Messaggio da Ayumi" | 12 aprile 1999    | 11 febbraio 2004 |
| 140   | 150   | Ayumi è senza voce e non è andata a scuola. Un ladro entra in casa sua approfittando del fatto che sua madre sia uscita. Ayumi, prima di venire scoperta, riesce a inviare a Conan un messaggio in codice. |                   |                  |
| 141   | 151   | Omicidio alla vigilia delle nozze - prima parte - 「結婚前夜の密室事件（前編）」 - Kekkon zen'ya no misshitsu jiken (zenpen) – "Il caso dell'omicidio a porte chiuse la sera prima del matrimonio (prima parte)" | 19 aprile 1999    | 13 febbraio 2004 |
| 141   | 151   | Heiji e Kazuha sono a Tokyo per partecipare alle nozze di un amico di famiglia. I due vengono invitati a cena dalla famiglia dello sposo assieme a Kogoro, Ran e Conan. Uno dei maggiordomi viene trovato morto in una stanza chiusa a chiave. |                   |                  |
| 142   | 152   | Omicidio alla vigilia delle nozze - seconda parte - 「結婚前夜の密室事件（後編）」 - Kekkon zen'ya no misshitsu jiken (kōhen) – "Il caso dell'omicidio a porte chiuse la sera prima del matrimonio (seconda parte)" | 26 aprile 1999    | 16 febbraio 2004 |
| 142   | 152   | Conan ed Heiji hanno scoperto l'identità del colpevole, ma non hanno prove e quindi sono costretti a tendergli una trappola. |                   |                  |
| 143   | 153   | Intuito astronomico 「疑惑の天体観測」 - Giwaku no tentaikansoku – "L'osservazione astronomica sospetta" | 3 maggio 1999     | 18 febbraio 2004 |
| 143   | 153   | Sonoko spera di vedere una stella cadente, così porta Ran e Conan in un luogo che offre una spettacolare vista del cielo. Purtroppo i tre vedono un appassionato di astronomia precipitare da un punto d'osservazione. L'assassino risulta essere un suo collega che lo invidiava perché quando era in vita aveva vinto un premio al posto suo. |                   |                  |
| 144   | 154   | Assassinio sull'Intercity - prima parte - 「上野発北斗星３号（前編）」 - Ueno-hatsu Hokutosei sangō (zenpen) – "Espresso Orsa Maggiore n° 3 in partenza da Ueno (prima parte)" | 10 maggio 1999    | 20 febbraio 2004 |
| 144   | 154   | Conan, Kogoro e Ran sono in viaggio su un treno sul quale avviene un omicidio. La cosa strana, però, è che esso rispecchia stranamente la trama di un romanzo incompiuto di Yusaku Kudo. |                   |                  |
| 145   | 155   | Assassinio sull'Intercity - seconda parte - 「上野発北斗星３号（後編）」 - Ueno-hatsu Hokutosei sangō (kōhen) – "Espresso Orsa Maggiore n° 3 in partenza da Ueno (seconda parte)" | 17 maggio 1999    | 23 febbraio 2004 |
| 145   | 155   | Conan risolve il caso con l'aiuto di Yukiko e Yusaku. Il racconto a cui si ispirava il delitto era stato rubato a Yusaku. |                   |                  |
| 146   | 156   | I pericoli dell'amore - prima parte - 「本庁の刑事恋物語（前編）」 - Honchō no keiji koi monogatari (zenpen) – "Storia d'amore alla centrale di polizia (prima parte)" | 24 maggio 1999    | 25 febbraio 2004 |
| 146   | 156   | I Giovani Detective si recano alla stazione di polizia per testimoniare su un caso, ma arriva anche un altro uomo: questi chiama sua moglie dal telefono di Takagi e tutti sentono le grida della donna. Sato, Takagi e Conan si recano a casa dell'uomo. |                   |                  |
| 147   | 157   | I pericoli dell'amore - seconda parte - 「本庁の刑事恋物語（後編）」 - Honchō no keiji koi monogatari (kōhen) – "Storia d'amore alla centrale di polizia (seconda parte)" | 31 maggio 1999    | 27 febbraio 2004 |
| 147   | 157   | Sembra che la donna sia stata uccisa da un rapinatore, ma Conan e Sato sono convinti che sia stato suo marito. Takagi teme che Sato sia innamorata di Shiratori. |                   |                  |
| 148   | 158   | Fermate quel tram! 「路面電車急停止事件」 - Romen densha kyūteishi jiken – "Il caso della brusca frenata del tram" | 7 giugno 1999     | 1º marzo 2004    |
| 148   | 158   | I Giovani Detective vogliono provare un nuovo tram che viaggia ad alta velocità, ma il mezzo è costretto a fare una brusca frenata e un passeggero muore battendo la testa. |                   |                  |
| 149   | 159   | Delitto al parco dei divertimenti 「遊園地パンジー事件」 - Yuenchi banjī jiken – "Il caso del bunjee jumping del parco divertimenti" | 21 giugno 1999    | 3 marzo 2004     |
| 149   | 159   | Durante uno spettacolo di Kamen Yaiba, un attore mascherato precipita in un lago per un incidente e muore. |                   |                  |
| 150   | 160   | Esplosione mortale - prima parte - 「自動車爆発事件の真相（前編）」 - Jidōsha bakuhatsu jiken no shinsō (zenpen) – "La verità dietro l'esplosione dell'auto (prima parte)" | 28 giugno 1999    | 5 marzo 2004     |
| 150   | 160   | Kogoro decide di andare a trovare una sua vecchia studentessa. L'auto della donna, guidata in quel momento dalla sorella, esplode. I sospetti ricadono sul marito dell'allieva di Kogoro. |                   |                  |
| 151   | 161   | Esplosione mortale - seconda parte - 「自動車爆発事件の真相（後編）」 - Jidōsha bakuhatsu jiken no shinsō (kōhen) – "La verità dietro l'esplosione dell'auto (seconda parte)" | 5 luglio 1999     | 8 marzo 2004     |
| 151   | 161   | La dinamica dell'incidente è chiara ma Kogoro teme che lei abbia provocato di proposito la morte della sorella. |                   |                  |
| 152   | 162   | Per amor di giustizia 「謎の老人失踪事件」 - Nazo no rōjin shissō jiken – "Il caso della scomparsa di un misterioso vecchietto" | 12 luglio 1999    | 10 marzo 2004    |
| 152   | 162   | Su un autobus Ran conosce un anziano signore che le infila di nascosto un dischetto per il PC nella borsetta. In seguito l'uomo sparisce nel nulla. |                   |                  |
| 153   | 163   | Un'estate che scotta - prima parte - 「園子のアブない夏物語（前編）」 - Sonoko no abunai natsu monogatari (zenpen) – "La storia della pericolosa estate di Sonoko (prima parte)" | 19 luglio 1999    | 12 marzo 2004    |
| 153   | 163   | Sonoko, Ran e Conan si recano in vacanza al mare e conoscono un ragazzo che sembra innamorato di Sonoko. Purtroppo, Sonoko viene aggredita da un maniaco che la vuole uccidere. |                   |                  |
| 154   | 164   | Un'estate che scotta - seconda parte - 「園子のアブない夏物語（後編）」 - Sonoko no abunai natsu monogatari (kōhen) – "La storia della pericolosa estate di Sonoko (seconda parte)" | 26 luglio 1999    | 15 marzo 2004    |
| 154   | 164   | Sonoko subisce un altro incidente e Ran e Conan notano un uomo che li sta seguendo. |                   |                  |
| 155   | 165   | Il caso della chiave nell'acqua 「水中の鍵密室事件」 - Suichū no kagi misshitsu jiken – "Il caso della chiave nell'acqua nella stanza chiusa" | 2 agosto 1999     | 17 marzo 2004    |
| 155   | 165   | Kogoro va a trovare un'anziana signora che lo aveva ospitato da giovane. La donna è preoccupata per suo nipote che abita nel suo stesso palazzo: poco dopo, il ragazzo viene trovato con le vene tagliate chiuso nel suo appartamento. Sembrerebbe un suicidio, ma non è così. |                   |                  |
| 156   | 166   | Una love story da detective - prima parte - 「本庁の刑事恋物語２（前編）」 - Honchō no keiji koi monogatari two (zenpen) – "Storia d'amore alla centrale di polizia 2 (prima parte)" | 9 agosto 1999     | 19 marzo 2004    |
| 156   | 166   | Sato e Takagi stanno inseguendo un criminale. Dopo averlo raggiunto in un palazzo, Sato riesce a bloccare l'uomo, ma si ammanetta a lui per errore e i due restano bloccati in un bagno. L'uomo si dichiara innocente e chiede a Takagi e ai Giovani Detective di dimostrare la sua estraneità all'omicidio di cui è accusato. |                   |                  |
| 157   | 167   | Una love story da detective - seconda parte - 「本庁の刑事恋物語２（後編）」 - Honchō no keiji koi monogatari two (kōhen) – "Storia d'amore alla centrale di polizia 2 (seconda parte)" | 16 agosto 1999    | 22 marzo 2004    |
| 157   | 167   | Purtroppo il palazzo dove Sato è imprigionata sta per essere demolito proprio in quella giornata e Takagi ha i minuti contati per risolvere il caso e liberare la sua collega. |                   |                  |
| 158   | 168   | Delitto in metropolitana 「沈黙の環状線」 - Chinmoku no kanjōsen – "La silenziosa linea Kanjo" | 23 agosto 1999    | 24 marzo 2004    |
| 158   | 168   | Sulla metropolitana una giovane donna viene trovata morta per avvelenamento, ma non si sa come le sia stato somministrato il veleno. |                   |                  |
| 159   | 169   | La leggenda del tempio - prima parte - 「怪奇五重塔伝説（前編）」 - Kaiki gojūnotō densetsu (zenpen) – "La leggenda della pagoda a cinque piani (prima parte)" | 6 settembre 1999  | 26 marzo 2004    |
| 159   | 169   | Kogoro, Ran e Conan visitano un bellissimo tempio posto su un'altura. Una leggenda diffusa nella zona afferma che coloro che decidono di opporsi alla presenza del tempio, vengono trovati impiccati alle travi del tempio stesso. Più tardi i tre fanno la conoscenza di un uomo che vuole demolire il tempio per costruire un centro commerciale. L'imprenditore viene poi ritrovato impiccato a una trave del tempio e Kogoro esclude l'omicidio. |                   |                  |
| 160   | 170   | La leggenda del tempio - seconda parte - 「怪奇五重塔伝説（後編）」 - Kaiki gojūnotō densetsu (kōhen) – "La leggenda della pagoda a cinque piani (seconda parte)" | 13 settembre 1999 | 29 marzo 2004    |
| 160   | 170   | Yokomizo pensa si tratti di omicidio perché non riesce a capire come un uomo abbia potuto impiccarsi in quel luogo e in quella posizione, ma Kogoro riesce a convincerlo che l'uomo si sia suicidato. Tocca a Conan stabilire quale sia la verità. Infatti scopre che è stato assassinato con una curiosa procedura. |                   |                  |
| 161   | 171   | Omicidio al ristorante 「流水亭に流れる殺意」 - Ryūsuitei ni nagareru satsui – "Intenzione omicida che scorre al Ristorante Acqua Corrente" | 20 settembre 1999 | 31 marzo 2004    |
| 161   | 171   | Kogoro, Ran e Conan cenano in uno strano ristorante dove le portate vengono servite tramite barchette che viaggiano sull'acqua. In una delle sale del locale avviene un omicidio. |                   |                  |
| 162   | 172   | Il primo caso di Shinichi - prima parte - 「空飛ぶ密室 工藤新一最初の事件」 - Sora tobu misshitsu - Kudō Shin'ichi saisho no jiken – "La stanza chiusa nel cielo - Il primo caso di Shinichi Kudo [Speciale di 1 ora]" | 27 settembre 1999 | 2 aprile 2004    |
| 162   | 172   | Durante un viaggio in aereo Ran sogna il viaggio che aveva fatto con Shinichi per arrivare a Los Angeles. Durante il viaggio, un uomo era stato ucciso nel bagno e Shinichi aveva iniziato a indagare. |                   |                  |
| 162   | 173   | Il primo caso di Shinichi - seconda parte - 「空飛ぶ密室！工藤新一最初の事件」 - Sora tobu misshitsu - Kudō Shin'ichi saisho no jiken – "La stanza chiusa nel cielo - Il primo caso di Shinichi Kudo [Speciale di 1 ora]" | 27 settembre 1999 | 5 aprile 2004    |
| 162   | 173   | Shinichi riesce a risolvere il suo primo caso. Nel presente, Ran parlando nel sonno accusa Shinichi di essere un maniaco perché le aveva chiesto di fargli vedere il suo reggiseno con il ferretto, dato che era l'arma del delitto. |                   |                  |